# Carnet de notes pour une Orestie africaine
Pour plus de détails, voir Fiche technique et Distribution.
Carnet de notes pour une Orestie africaine (titre original : Appunti per un'Orestiade africana) est un film italien réalisé par Pier Paolo Pasolini, sorti en 1970.
Il s'agit d'un film documentaire tourné comme un repérage en Afrique en vue de la réalisation d'un film, qui n'a jamais vu le jour, tiré des tragédies de l'Orestie d'Eschyle.
Il a été présenté hors-concours au Festival de Cannes 1976.

## Synopsis
Pier Paolo Pasolini a pour projet une adaptation de l'Orestie d'Eschyle qu'il voudrait faire incarner par des Africains. Il parcourt l'Ouganda et la Tanzanie à la recherche de personnes qui pourraient incarner de façon convaincante Oreste, Agamemnon ou Clytemnestre. En même temps, il lit des passages d'Eschyle, théorise sur la Grèce antique, sur l'Afrique archaïque en train de basculer dans le modernisme. De retour en Italie, il présente une sélection des images qu'il a emmagasinées à un groupe d'étudiants africains de l'Université de Rome. Le film, "L'Orestie Africaine",  lui, ne verra jamais le jour.

## Fiche technique
- Titre : Carnet de notes pour une Orestie africaine
- Titre original : Appunti per un'Orestiade africana
- Réalisation : Pier Paolo Pasolini
- Scénario : Pier Paolo Pasolini
- Production : Gian Vittorio Baldi
- Musique : Gato Barbieri
- Directeur de la photographie : Giorgio Pelloni
- Assistants opérateurs : Mario Bagnato, Emore Galeassi
- Ingénieur du son : Federico Savina
- Montage : Cleofe Conversi, Pier Paolo Pasolini
- Sociétés de production : IDI Cinematografica, I Film dell'Orso, RAI
- Société de distribution  Italie : D.A.E.
- Pays d'origine : Italie
- Format : Noir et blanc - Mono - 16 mm gonflé en 35 mm
- Genre : Documentaire
- Durée : 65 minutes
- Date de sortie : 
  - Italie : 29 novembre 1975
  - France : 16 avril 1970 (MIDEM, Cannes

## Distribution
- Pier Paolo Pasolini (voix)
- Gato Barbieri, le saxophoniste-compositeur
- Donald F. Moye, le batteur
- Marcello Melis, le contrebassiste
- Yvonne Murray, la chanteuse
- Archie Savage, le chanteur